# تب زرد
تب زرد که در طول تاریخ با عنوان طاعون زرد نیز شناخته می‌شده‌است، نوعی بیماریِ حادِ ویروسی است. در بیشتر موارد، نشانه‌های بیماری شامل تب، لرز، از دست دادن اشتها، تهوع، دردهای ماهیچه‌ای (به ویژه در پشت) و سردرد است. این مشکلات غالباً طی پنج روز بهبود می‌یابند. در برخی افراد، یک روز پس از بهبودی مجدداً تب بازمی‌گردد، دردهای شکمی رخ می‌دهد و آسیب کبدی باعث بروز زردی پوست می‌شود.موجب خودایمنی میشود. در صورت بروز این مشکلات، خطر خونریزی و مشکلات کلیوی نیز افزایش می‌یابد.
عامل این بیماری ویروس تب زرد است که توسط نیش پشه ماده منتقل می‌شود. این بیماری تنها قابل انتقال به انسان، پستانداران نخستین‌پایهٔ دیگر و چندین گونه از پشه‌ها است. در شهرها، این بیماری عمدتاً از طریق پشه‌های متعلق به گونه «آئدس ایجیپتی» گسترش می‌یابد. این ویروس یک ویروس آران‌ای از سرده «فلاوی ویروس» است. تشخیص این بیماری از بیماری‌های دیگر، به‌خصوص در مراحل اولیه، بسیار دشوار است. برای تأیید یک مورد مشکوک نیاز به آزمایش نمونه خون با واکنش زنجیره‌ای پلیمراز است.
برای مقابله با تب زرد واکسنی مطمئن و مؤثر وجود دارد و در برخی از کشورها انجام این واکسیناسیون برای مسافران الزامی است. راه دیگر برای جلوگیری از ابتلا به این بیماری کاهش جمعیت پشه‌های ناقل است. در مناطقی که تب زرد شایع و واکسیناسیون غیرمعمول است، تشخیص زودهنگام بیماری و واکسیناسیون بخش عمده جمعیت برای جلوگیری از شیوع آن بسیار با اهمیت است. در صورت ابتلا به این بیماری، مدیریت شرایط برای مقابله با ویروس از اهمیت ویژه‌ای برخوردار است. شدت بالای بیماری و درمان نکردن منجر به مرگ نیمی از افراد مبتلا به این بیماری می‌گردد. .
تب زرد سالانه ۲۰۰٬۰۰۰ نفر را مبتلا کرده، منجر به مرگ ۳۰٬۰۰۰ نفر می‌گردد، که حدوداً ۹۰٪ از این موارد در آفریقا رخ می‌دهد. حدوداً یک میلیارد انسان در مناطقی از زمین زندگی می‌کنند که این بیماری شایع است. این بیماری در مناطق گرمسیری آمریکای جنوبی و آفریقا شایع است اما در آسیا شایع نمی‌باشد. از دهه ۱۹۸۰ تعداد موارد ابتلا به تب زرد افزایش یافته‌است. گمان می‌رود که علت این امر واکسینه بودن تعداد کمتری از افراد، جمعیت بیشتر افرادی که در شهرها زندگی می‌کنند، جابه‌جایی بیشتر افراد و تغییرات آب و هوایی باشد. منشأ این بیماری در آفریقا بوده و در قرن ۱۷ از طریق تجارت برده به آمریکای جنوبی گسترش یافته‌است.
از قرن ۱۷ تا کنون این بیماری چندین بار در قاره‌های آمریکا، آفریقا و اروپا به صورت گسترده شیوع پیدا کرده‌است. در قرن‌های ۱۸ و ۱۹، تب زرد به عنوان یکی از خطرناکترین بیماری‌های واگیردار قلمداد می‌شده‌است. ویروس تب زرد اولین ویروس انسانی کشف شده بوده ‌است.

## واکسن
واکسن تب زرد یک واکسن است که محافظت در برابر تب زرد را ایجاد می‌کند. تب زرد یک عفونت ویروسی است که در آفریقا و آمریکای جنوبی شایع است. حدود ۹۹ درصد از افراد در عرض یک ماه پس از واکسیناسیون ایمنی ایجاد می‌کنند و این ایمنی به نظر می‌رسد که مادام العمر باشد. این واکسن را می‌توان برای کنترل شیوع بیماری مورد استفاده قرار داد. راه‌های تجویز آن یا از طریق تزریق به عضله یا تزریق در زیر پوست می‌باشد.
سازمان بهداشت جهانی (WHO) ایمن‌سازی روتین را در تمام کشورهایی که این بیماری شایع است توصیه می‌کند. واکسیناسیون باید به طور معمول بین سنین نه و دوازده ماهگی انجام شود. کسانی که به مناطقی که این بیماری شایع است سفر می‌کنند نیز باید واکسینه شوند. معمولاً به دوز اضافی پس از اولین تزریق نیازی نیست.
واکسن تب زرد به طور کلی امن است. این ایمنی شامل کسانی که مبتلا به عفونت HIV بدون علائم می‌باشند نیز می‌شود. عوارض جانبی خفیف ممکن است شامل سردرد، درد عضلانی، درد در محل تزریق، تب و جوش باشند. آلرژی شدید در حدود یک در هشت میلیون دوز جدی رخ می‌دهد، مشکلات عصبی شناختی جدی نیز در حدود یک در چهار میلیون دوز و نارسایی ارگان‌ها در حدود یک در سه میلیون دوز رخ می‌دهد. به احتمال زیاد این واکسن دوران بارداری ایمن است و بنابراین در میان کسانی که به طور بالقوه در معرض خطر قرار دارند توصیه می‌شود. تزریق این واکسن به کسانی که دارای عملکرد سیستم ایمنی بدن بسیار ضعیف می‌باشند توصیه نمی‌شود. 
واکسن تب زرد اولین بار در سال ۱۹۳۸ مورد استفاده قرار گرفت. این واکسن در فهرست داروهای ضروری سازمان جهانی بهداشت قرار دارد، که عبارت است از مهم‌ترین داروهای مورد نیاز در یک نظام سلامت پایه. قیمت عمده فروشی آن بین ۴٫۳۰ و ۲۱٫۳۰ دلار در هر دوز است (بر اساس ارقام سال ۲۰۱۴). در ایالات متحده هزینه آن بین ۵۰ تا ۱۰۰ دلار است. این واکسن از ویروس تب زرد تضعیف شده ساخته شده‌است.